# Psykokwak et Akwakwak
Pour l’article ayant un titre homophone, voir Psykocouac.
Psykokwak (コダック, Kodakku, dans les versions originales en japonais) et son évolution, Akwakwak (ゴルダック, Golduck), sont deux espèces de Pokémon de première génération.
Issus de la célèbre franchise de médias créée par Satoshi Tajiri, ils apparaissent dans une collection de jeux vidéo et de cartes, dans une série d'animation, plusieurs films, et d'autres produits dérivés, ils sont imaginés par l'équipe de Game Freak et dessinés par Ken Sugimori. Leur première apparition a lieu au Japon en 1996, dans les jeux vidéo Pokémon Vert et Pokémon Rouge. Ces deux Pokémon sont tous du type eau et occupent respectivement les 54e et 55e emplacements du Pokédex, l'encyclopédie fictive recensant les différentes espèces de Pokémon.

## Création
Propriété de Nintendo, la franchise Pokémon est apparue au Japon en 1996 avec les jeux vidéo Pocket Monsters Vert et Pocket Monsters Rouge. Son concept de base est la capture et l'entraînement de créatures appelées Pokémon, afin de leur faire affronter ceux d'autres dresseurs de Pokémon. Chaque Pokémon possède un ou deux types – tels que l'eau, le feu ou la plante – qui déterminent ses faiblesses et ses résistances au combat. En s'entraînant, ils apprennent de nouvelles attaques et peuvent évoluer en un autre Pokémon.

### Conception graphique
La conception de Psykokwak et d'Akwakwak est le fait, comme pour la plupart des Pokémon, de l'équipe chargée du développement des personnages au sein du studio Game Freak. Leur apparence est finalisée par Ken Sugimori pour la première génération des jeux Pokémon, Pokémon Rouge et Pokémon Vert, sortis à l'extérieur du Japon sous les titres de Pokémon Rouge et Pokémon Bleu,.

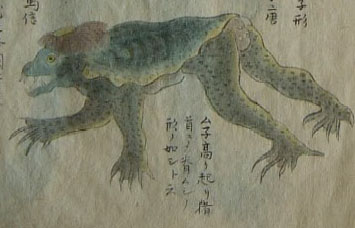
Akwakwak est inspiré du Kappa.

Akwakwak est inspiré du Kappa japonais, une créature du folklore japonais qui attire les humains ou les chevaux dans l'eau. Psykokwak serait quant à lui basé sur le canard ou l'ornithorynque selon les fans.

### Étymologie
Psykokwak et Akwakwak sont initialement nommés Koduck (コダック, Kodakku) et Golduck (ゴルダック, Gorudakku) en japonais. Ces noms sont ensuite adaptés dans trois langues lors de la parution des jeux en Occident : anglais, français et allemand ; le nom anglais est utilisé dans les autres traductions du jeu.
Nintendo choisit de donner aux Pokémon des noms « astucieux et descriptifs », liés à l'apparence ou aux pouvoirs des créatures, lors de la traduction des jeux ; il s'agit d'un moyen de rendre les personnages plus compréhensibles pour les enfants, notamment américains. Koduck devient « Psyduck » en anglais, « Enton » en allemand et « Psykokwak » en français, et Golduck conserve le même nom en anglais, mais s'appelle « Entoron » en allemand et « Akwakwak » en français. Selon IGN, Psyduck est un mot-valise, décomposé des mots « psy » et  « duck » (canard en français). Golduck pourrait être basé du nom japonais « Gorudakku », être un mot-valise avec les mots « gold » (or) et « duck » ou être basé sur le nom de Golbat (Nosferalto), avec le mot « duck » remplacerait le mot « bat » (chauve-souris). Selon Pokébip, Psykokwak est un mot-valise composé du mot grec « psyko » et de l'onomatopée « couac ». « Psyko » est l'écriture phonétique de psycho, en grec « psukhê », qui signifie l'âme. « Kwak » est une onomatopée proche de couac, qui est symboliquement le cri du canard, « coin coin ». Et Akwakwak est composé du mot latin « aqua » et de « couac ».

## Description
Ces deux Pokémon sont l'évolution l'un de l'autre : Psykokwak évolue en Akwakwak. Dans les jeux vidéo, cette évolution survient en atteignant le niveau 33,.
Comme pratiquement tous les Pokémon, ils ne peuvent pas parler : lors de leurs apparitions dans les jeux vidéo tout comme dans la série d'animation, ils ne peuvent pas parler et ne sont seulement capables de communiquer verbalement en répétant les syllabes de leur nom d'espèce en utilisant différents accents, différentes tonalités, et en rajoutant du langage corporel.

### Psykokwak
Psykokwak est un petit pokémon jaune, assez rond, avec un gros bec et des ailes qui se terminent en forme de main pour soutenir sa tête. La caractéristique du Psykokwak est la forme de ses yeux, qui est particulièrement ronde, signe que ce canard n'a pas pu dormir longtemps et reste éveillé dans un état quasi hypnotique. Ses yeux lui donnent un air confus et ahuri.
Dans les premières versions du jeu, on montre Psykokwak comme un pokémon qui distrait ses ennemis avec des grimaces pour pouvoir les frapper ensuite de ses attaques Psy. Les « mains » du Psykokwak soutiennent sa tête car il souffre de violentes migraines qui lui sont caractéristiques. Par exemple dans le jeu Pokémon Diamant/Perle, on doit libérer des Psykokwak de leur migraine car ils bouchent l'accès à une route. Ses maux de têtes seraient tellement fort qu'il oublie même posséder certains pouvoirs psychiques. Plus sa migraine et forte, plus ses pouvoirs Psy sont puissants.
Selon les définitions de certains Pokédex dans les jeux vidéo, on dit qu'il émet des ondes cérébrales, et que cette découverte a lancé une polémique chez les chercheurs pokémon.

### Akwakwak
Akwakwak est une créature bipède bleue à bec de canard. Ses doigts sont griffus et palmés. Il en a trois à chaque main et quatre à chaque pied (dont un doigt orienté vers l'arrière). Un joyau rouge figure sur son front. Il possède quatre larges pics sur le sommet du crâne, et une longue queue en pointe.
C'est un excellent nageur. Par ailleurs Akwakwak a un front qui brille lorsqu'il se sert de la télékinésie.

## Apparitions

### Jeux vidéo
Psykokwak et Akwakwak apparaissent dans la série de jeux vidéo Pokémon. D'abord en japonais, puis traduits en plusieurs autres langues, ces jeux ont été vendus à plus de 200 millions d'exemplaires à travers le monde. Ils font leur première apparition le 27 février 1996, dans les jeux japonais Pocket Monsters Aka (ポケットモンスター 赤, Poketto Monsutā Aka, Pocket Monsters Rouge) et Pocket Monsters Midori (ポケットモンスター 緑, Poketto Monsutā Midori, Pocket Monsters Vert) (remplacé dans les autres pays par la version Bleue). Depuis la première édition de ces jeux, Psykokwak et Akwakwak sont réapparus dans les versions Jaune, Or, Argent, Cristal, Rubis, Saphir, Émeraude, Rouge Feu, Diamant, Perle, Platine, Noir 2 et Blanc 2. Pskykokwak apparaît durant la bande annonce de Pokémon X et Y, il pourra sûrement être capturable dans au moins un des deux jeux.
Il est possible d'avoir un œuf de Psykokwak en faisant se reproduire deux Pokémon dont au moins un Psykokwak ou un Akwakwak femelle. Cet œuf éclot après 5 120 pas et un Psykokwak de niveau 1 en sort. Psykokwak et Akwakwak appartiennent aux groupes d'œuf champ et eau 1 et ont les capacités « Moiteur », « Ciel Gris » et « Glissade ».
Psykokwak apparait également dans le jeu Pokémon Snap.

### Série télévisée et films
La série télévisée Pokémon et les films qui en sont issus narrent les aventures d'un jeune dresseur de Pokémon du nom de Sacha, qui voyage à travers le monde pour affronter d'autres dresseurs ; l'intrigue est souvent distincte de celle des jeux vidéo. Psykokwak est un des Pokémon d'Ondine dans la série télévisée. Il appartenait à une infirmière Joëlle qui n'arrivait pas à le soigner. Il avait toujours mal à la tête et avait beaucoup de migraine. Pierre proposa à l'infirmière de s'en occuper. Mais comme c'est un Pokémon Eau, il proposa à Ondine de s'en occuper, et elle laissa tomber une Poké Ball en trébuchant et Psykokwak entra dedans (épisode Sommeil sur la ville.
Ondine a développé une relation très spéciale avec son Pokémon qui l'énerve tout le temps car il sort de sa Poké Ball quand il veut, ce qui oblige parfois Ondine à l'utiliser en combat. Pour qu'il lance ses attaques, le Psykokwak d'Ondine doit avoir une migraine très importante. De plus, dans l'épisode Rien que de la frime, on se rend compte que son Psykokwak ne sait pas nager ! Malgré sa passion pour les Pokémon Eau, Ondine utilise Psykokwak le moins souvent possible dans ses combats. Malgré les apparences, Ondine tient à Psykokwak (toujours dans Rien que de la frime, où il disparait et où elle tient à tout pris à le récupérer).
La plupart des attaques de son Psykokwak sont découvertes dans l'épisode Le Ninja Pokémon. Il connait déjà Mimi-Queue, Entrave et Griffe, et lors du combat contre la Team Rocket lors du même épisode, il apprendra Choc Mental. Lors de l'épisode La Montagne de l'évolution on constate qu'il connait Pistolet à O. Lors de l'épisode Bataille Aquatique, il apprend Psyko. Psykokwak crie souvent « Psyaïeaïeaïeaïeaïe » lorsqu'il est dans une situation affolante (pour lui).